# Edgar Kittner
Edgar Kittner (* 8. Mai 1901 in Namslau, Schlesien; † 12. Dezember 1989 in Lübeck) war Unternehmer, Gründer der Kittner-Gruppe und Rennfahrer.

## Karriere
Nach der Schulzeit studierte Edgar Kittner in Breslau Architektur. Parallel zum Studium engagierte er sich in der Fabrik des Automobilproduzenten Otto Beckmann. Die praktische Arbeit an Rennsportwagen wurde durch Teilnahme an Vorlesungen zum Thema Motorenbau an der Technischen Hochschule in Breslau fundiert.
Im Alter von 22 Jahren gründete Edgar Kittner in seiner Heimatstadt Namslau seinen ersten Kraftfahrzeugbetrieb. Im Schaufenster standen Motorräder der Marken Norton, A.J.S. und Zündapp. Das erste Automobil, das Edgar Kittner in der von Inflation und Wirtschaftskrise geprägten Zeit verkaufte, war ein Grade aus dem Haus des Berliner Flugzeug-, Traktor- und Kleinwagenherstellers Hans Grade. Das Geschäft wuchs und neben den Motorrädern verkaufte Edgar Kittner auch Automobile der Marken Hanomag und Opel. Ab 1933, nach der Übernahme von Opel durch General Motors, konzentrierte sich Edgar Kittner auf den Vertrieb von Pkw und Lkw der Marke Opel.
Parallel zum Kraftfahrzeughandel und dem dazugehörigen Werkstattbetrieb betrieb Edgar Kittner erfolgreich aktiv Motorsport. Seine sportliche Karriere begann im Alter von 24 Jahren. Im Sattel eines AJS-Motorrads wurde er auf Anhieb „Schlesischer Bergmeister 1925“. Bei den damaligen Ausdauerveranstaltungen konnte er auch Konkurrenten wie Rudolf Caracciola hinter sich lassen. Als Fahrer im Werksteam von Zündapp gewann er 1927 die anspruchsvolle „Sieben-Länder-Fahrt“ oder die 1930 vom ADAC ausgetragene „144-Stunden-Fahrt“ auf dem Nürburgring. Auch die Goldmedaille bei der in der Schweiz ausgetragenen „Internationalen Sechstagefahrt“ gehörte zu den großen Auszeichnungen, die Edgar Kittner erringen konnte. Für seine zahlreichen Erfolge wurde ihm 1931 das Goldene Sportabzeichen des ADAC verliehen.
Analog zum geschäftlichen Fokus wechselte Edgar Kittner 1933 auch sportlich vom Motorrad zum Automobil. In den Jahren bis zum Krieg nahm er mit verschiedenen Opel-Modellen an internationalen Rallyes und Langstreckenprüfungen teil. Zu seinen zahlreichen Erfolgen gehörten die Siege bei der „Mittelgebirgsfahrt“ 1936 oder der „Internationalen Alpenfahrt“ 1938 und 1939.
Der Krieg brachte die Flucht aus Schlesien mit sich. Edgar Kittner kam nach Lübeck und gründete 1948 mit der Edgar Kittner KG eine Volkswagen-Vertretung. Parallel dazu unterstützte er Ferry Porsche in seinem Vorhaben, einen eigenen Sportwagen zu entwickeln. Porsche revanchierte sich mit einem Vertriebs- und Servicevertrag.
Dem florierenden Volkswagen-Geschäft trug Kittner mit der Gründung weiterer Betriebe Rechnung. 1952 erhielt das junge Unternehmen den Status eines Großhändlers. Von nun an betreute Kittner Volkswagen-Vertriebspartner vom Raum Ostholstein bis nach Lauenburg, an die Elbe. Dafür wurde die TRAVAG, die Trave Automobil GmbH gegründet. In den kommenden Jahrzehnten folgte die Eröffnung und Übernahme weiterer Betriebe im Raum Schleswig-Holstein.
Edgar Kittner starb 1989 im Alter von 88 Jahren.

## Kittner-Gruppe
Die Kittner-Gruppe gehörte zu den größten Autohandelsunternehmen Deutschlands. Zum Umfang des Unternehmens gehörten Autohandels- und Service-Betriebe sowie Autovermietungen und Großtankstellen in Schleswig-Holstein und Mecklenburg-Vorpommern. Darüber hinaus betrieb die Kittner-Gruppe den Groß- und Einzelhandel von Porsche und Volkswagen im Baltikum. Der Firmensitz war in der Hansestadt Lübeck.
Seit 2004 wurden die ehemals zum Lübecker Unternehmen Possehl gehörigen Kraftfahrzeugbetriebe „Autohaus Hansa“ in die Kittner-Gruppe eingegliedert.
Im November 2009 drohte dem Unternehmen die Insolvenz. Sie wurde vorerst vermieden, allerdings geriet das Unternehmen kurze Zeit später erneut in Schwierigkeiten. Im Jahr 2012 wurden die verbliebenen Autohäuser vom Autohaus Senger aus Rheine übernommen.